# Vivian Campbell
Vivian Patrick Campbell (Belfast, Irlanda del Norte, 25 de agosto de 1962) es un guitarrista británico, reconocido por ser uno de los guitarristas de la agrupación de hard rock Def Leppard. Antes de unirse a esta agrupación en 1992, fue miembro de Sweet Savage, Dio, Trinity, Thin Lizzy, Whitesnake, Riverdogs y Shadow King. Desde el año 2013 Campbell ha estado luchando contra el linfoma de Hodgkin y actualmente se encuentra en tratamiento médico para controlar la enfermedad.

## Biografía

### Primeros años
Campbell empezó a tocar la guitarra a los 12 años. Decidió dedicarse a la carrera musical, uniéndose a algunas bandas no muy reconocidas. Sin embargo, tuvo un ofrecimiento de la banda irlandesa Sweet Savage, cuando tenía apenas 15 años. En 1983 deja esta agrupación para unirse a Dio, luego de que Jake E. Lee saliera de la misma para tocar con Ozzy Osbourne.

### Dio
Acompañó a Ronnie James Dio en su banda desde 1983 hasta 1986, logrando 3 álbumes de estudio, entre los que se destaca Holy Diver, un rotundo éxito para esta reciente formación de heavy metal. Las canciones "Holy Diver", "Rainbow in the Dark", "Stand Up and Shout", "Don't Talk to Strangers", "The Last in Line" y "We Rock" fueron muy bien recibidas por la crítica especializada y se convirtieron en insignias en la carrera de Dio. Fue, junto al bajista Jimmy Bain, gestor de la famosa reunión de Heavy Metal realizada en 1985 conocida como Hear n' Aid, donde muchos de los músicos más reconocidos de la escena como Rob Halford, Dave Murray, Adrian Smith y el mismo Ronnie James Dio unieron sus fuerzas con el fin de recaudar fondos para combatir el hambre en África. Abandonó Dio en 1986 al parecer descontento por su baja remuneración económica.

### Whitesnake
En 1987 Campbell se une a Whitesnake, la banda liderada por el ex-Deep Purple David Coverdale, reemplazando a John Sykes y realizando la gira del disco homónimo multiplatino.

### Def Leppard
En 1992 Campbell reemplaza al fallecido Steve Clark en la banda inglesa Def Leppard. Hizo su presentación con la banda en el concierto Freddie Mercury Concert for Life. Con los originarios de Sheffield ha grabado 9 nueve álbumes de estudio hasta la fecha. En el 2005 grabó su primer y único álbum como solista, titulado Two Sides Of If. 

## Discografía

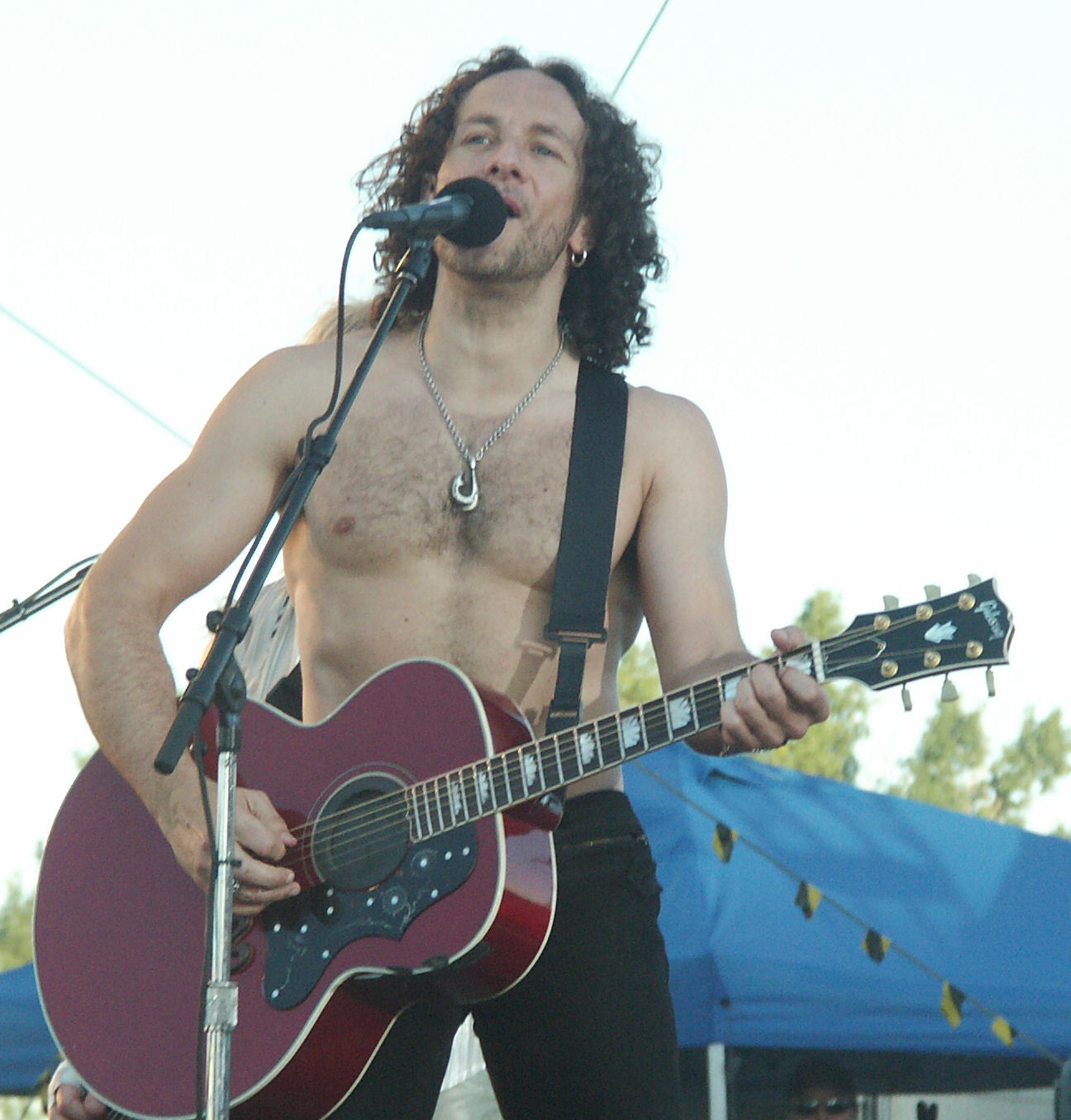
Vivian Campbell en concierto en 2007

### Con Dio
- Holy Diver (1983)
- The Last in Line (1984)
- Sacred Heart (1985)

### Con Riverdogs
- Riverdogs (1990)
- World Gone Mad (2011)
- California (2017)

### Con Shadow King
- Shadow King (1991)

### Con Def Leppard
- Retro Active (1993)
- Slang (1996)
- Euphoria (1999)
- X (2002)
- Yeah! (2006)
- Songs From The Sparkle Lounge (2008)
- Mirror Ball – Live & More (2011)
- Viva! Hysteria (2013) (En Vivo)
- Def Leppard (2015)
- Def Leppard - Diamond Star Halos (2022)

### Solo
- Two Sides Of If (2005)

### Con Last in Line
- Heavy Crown (2016)
- II  (2019)
- Jericho  (2023)